# الاتحادية الجزائرية للكرة الحديدية
الاتحادية الجزائرية للكرة الحديدية أو الاتحادية الجزائرية لرياضات الكروية، (بالفرنسية: FEDERATION ALGERIENNE DES SPORTS DE BOULES واختصاراFASB)‏ هو اتحاد رياضي جزائري تأسس لأول مرة في 1956 ولكن أصبح رسميا في 1962 في الاستقلال، وهو مكلف بتنظيم مجال رياضة لعبة الكرات بأنواعها في الجزائر خاصة الكرة الحديدية، وعضو للجامعة الدولية للكرة الحديدية الحرة في 1962، الاتحاد العالمي لرياضات لعبة الكرات والجامعة الدولية للكرة الحديدية الحرة والجامعة الدولية للكرة الحديدية المقيدة والكنفدرالية الأفريقية للكرة الحديدية والاتحاد العربي للكرة الحديدية والاتحاد المتوسطي للكرة الحديدية.

## تاريخ
الاتحادية الجزائرية للكرة الحديدية أو الاتحادية الجزائرية لرياضات الكروية، يدية
4- في بطولة العالم للكرة الحديدية بكرواتيا 2015 حيث حصلت الجزائر علي ميداليتان برونزيتين في بطولة العالم للكرة الحديدية التي أقيمت في مدينة ريجيتا الكرواتية. وجاءت البرونزية الأولى عن طريق توفيق صحيح في اختصاص المختلط بعد انهزامه في النصف النهائي أمام بيتكوفيتش ميروسلاف من دولة الجبل الأسود أو مملكة مونتينيغرو بنتيجة 25 – 22، فيما جاءت الميدالية البرونزية الثانية عن طريق الثنائي مخلوفي عبد الكريم وياحي أحمد في اختصاص الزوجي بعد انهزامهما في النصف النهائي أمام الثنائي الإيطالي لويجي وايمانويل بنتيجة 12 – 3

## وصلات داخلية
- الكرة الحديدية

## وصلات خارجية
- الموقع الرسمي للإتحادية